# Kebir Džami
Kebir Džami (krymskou tatarštinou  i rusky Кебир-Джами) je chrámová mešita v krymském Simferopolu. Má status hlavní páteční mešity Krymu, je rezidencí muftího a sídlí zde Duchovní správa muslimů Krymu. Jedná se o nejstarší budovu Simferopolu.

## Historie
Mešita Kebir Džami, nejstarší dochovaná budova Simferopolu, byla zbudována stavitelem Chadži Abdurachimem-Bekem roku 1508 na pozemku darovaném chánem Mengliem I. Gerajem. Předpokládá se, že právě tato mešita dala vzniknout původnímu krymskotatarskému názvu Simferopolu Akmesdžit (bílá mešita).
Během staletí prošel svatostánek mnoha rekonstrukcemi a přestavbami. Po deportaci Krymských Tatarů sloužila jako vazačská dílna, později byla opuštěna. Muslimským věřícím byla navrácena až roku 1989, kdy se Krymští Tataři začali vracet z vyhnanství. Koncem října 1991 potom započala generální rekonstrukce. Při provádění restaurátorských prací byl na chrámovém portálu odhalen nápis:
Tato mešita byla vystavěna ku slávě mocného chána Mengliho I. Geraje, nechť odpustí Alláh všechny hříchy jeho samého i jeho dětí, v měsíci muharramu roku devítistého čtrnáctého.

Dnes je mešita Kebir Džami hlavní páteční mešitou Krymu. V jejím areálu se nachází také madrasa a knihovna Krymských Tatarů. Sídlí zde muftí a Duchovní správa muslimů Krymu.

## Galerie

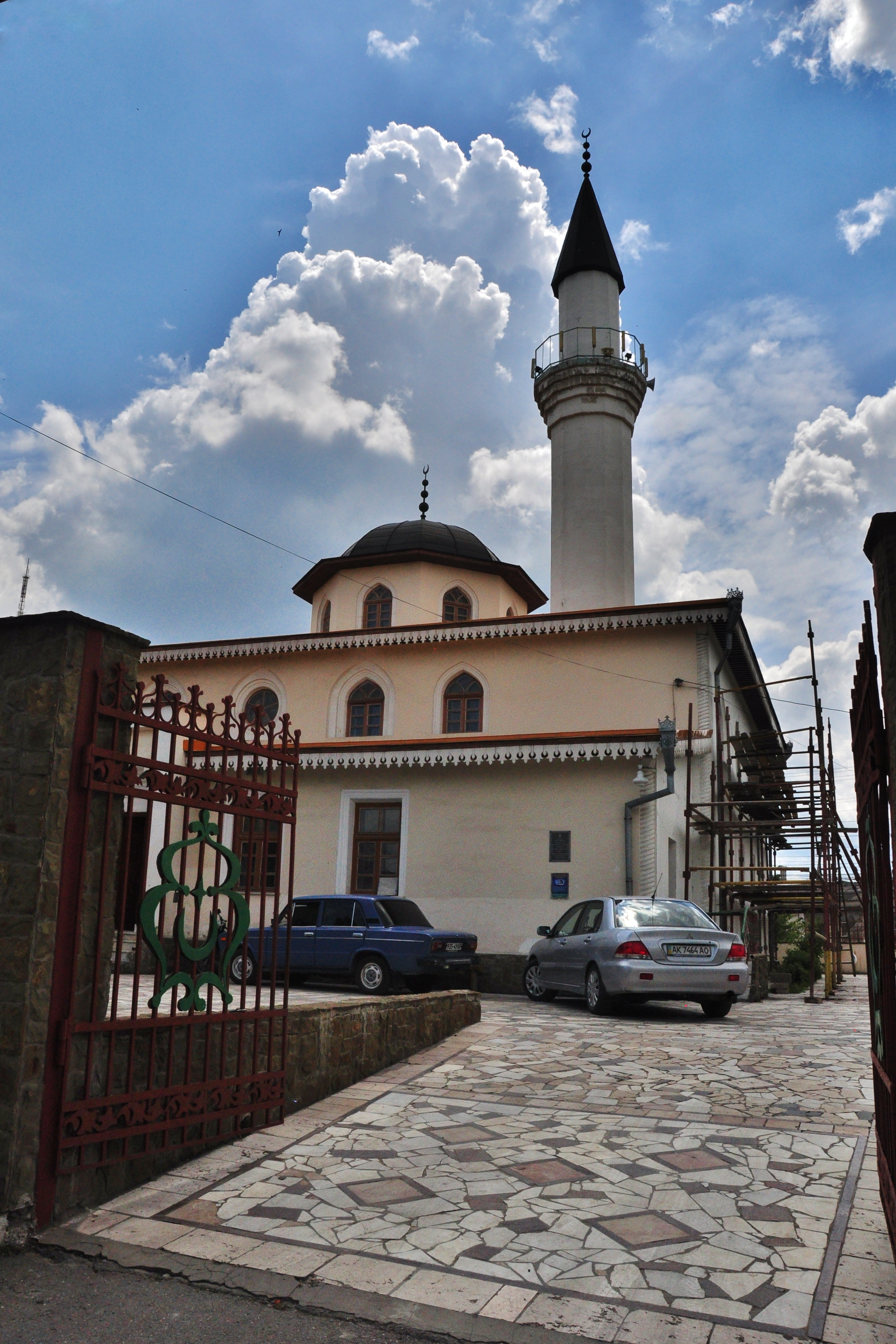
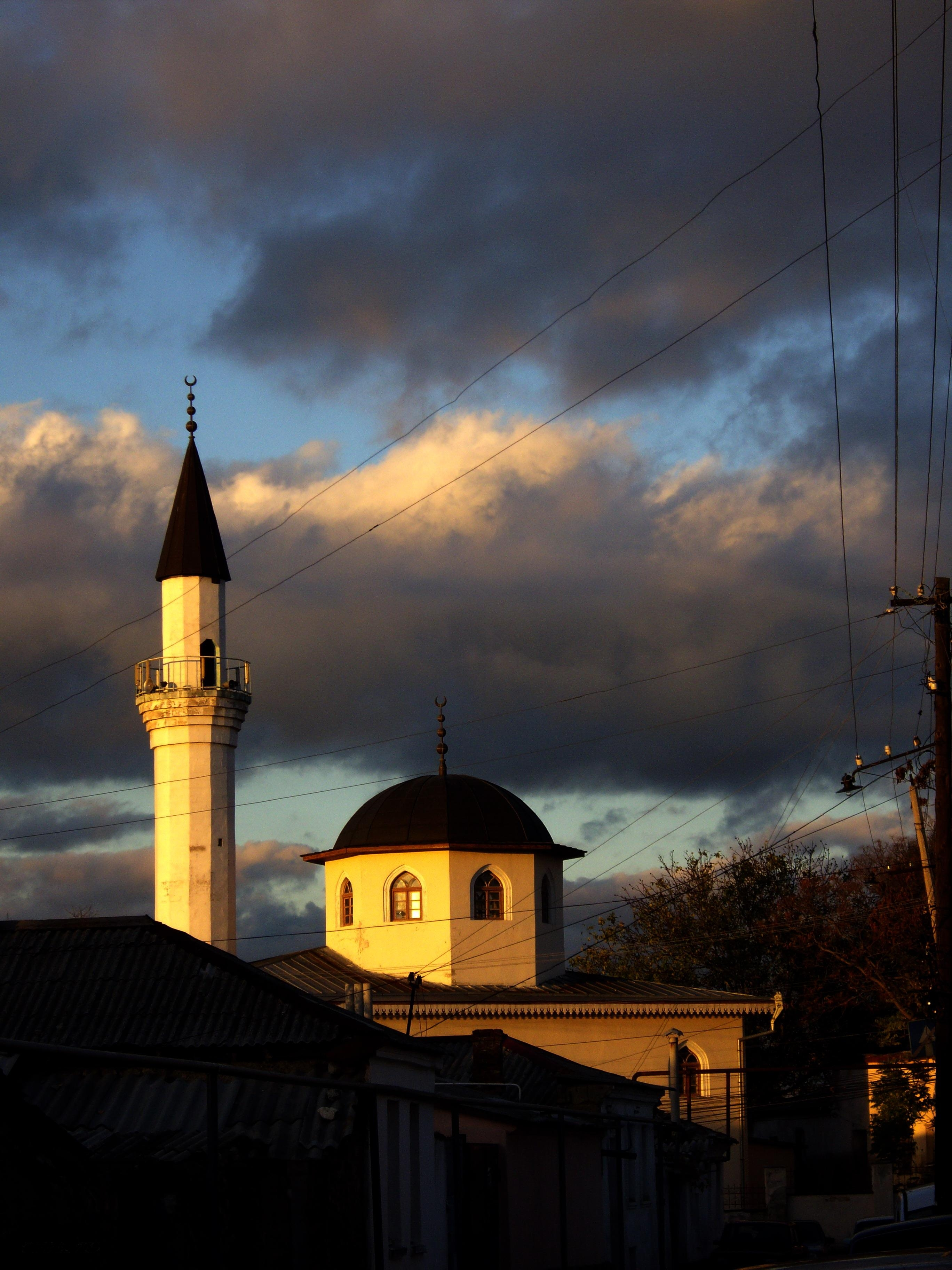
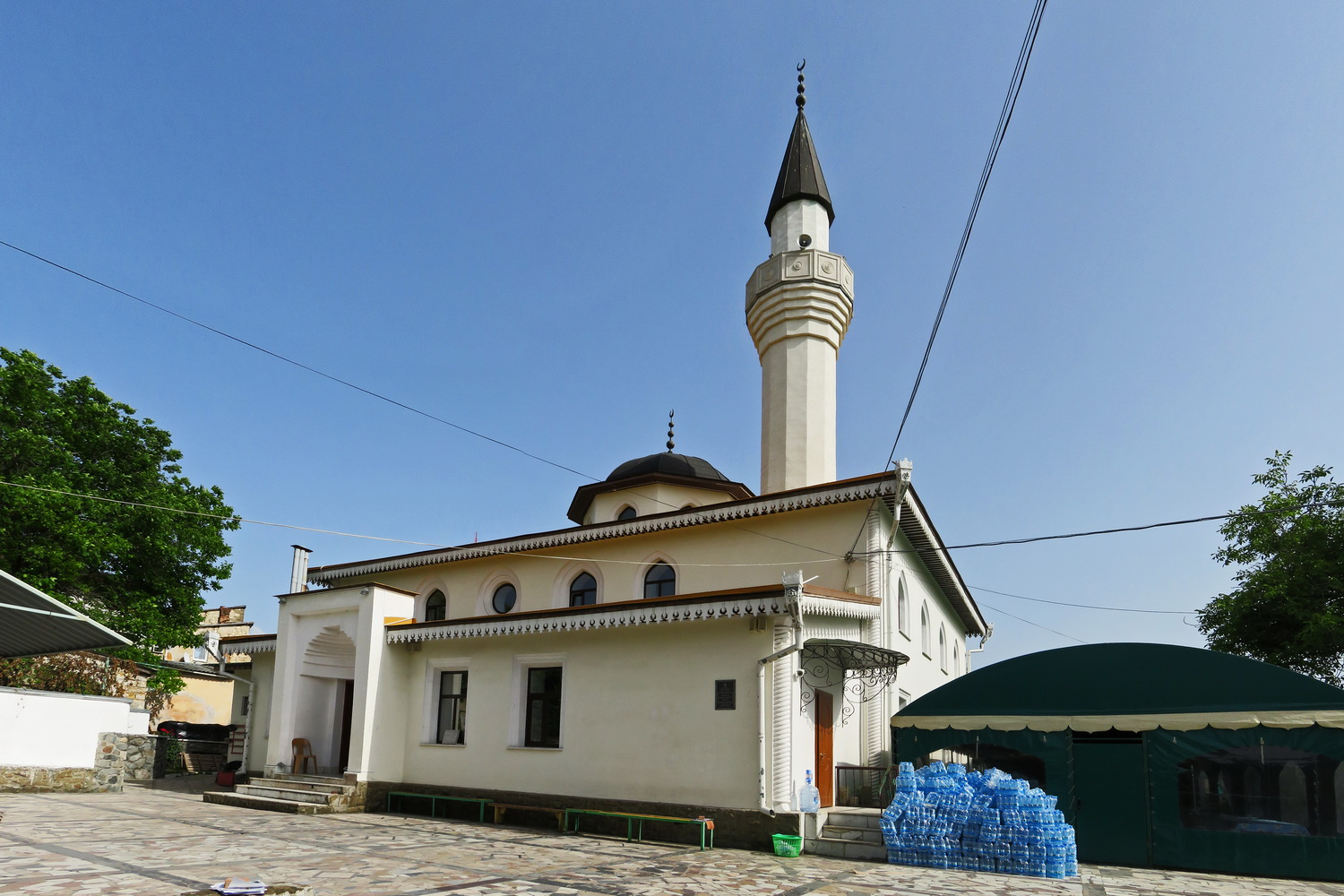
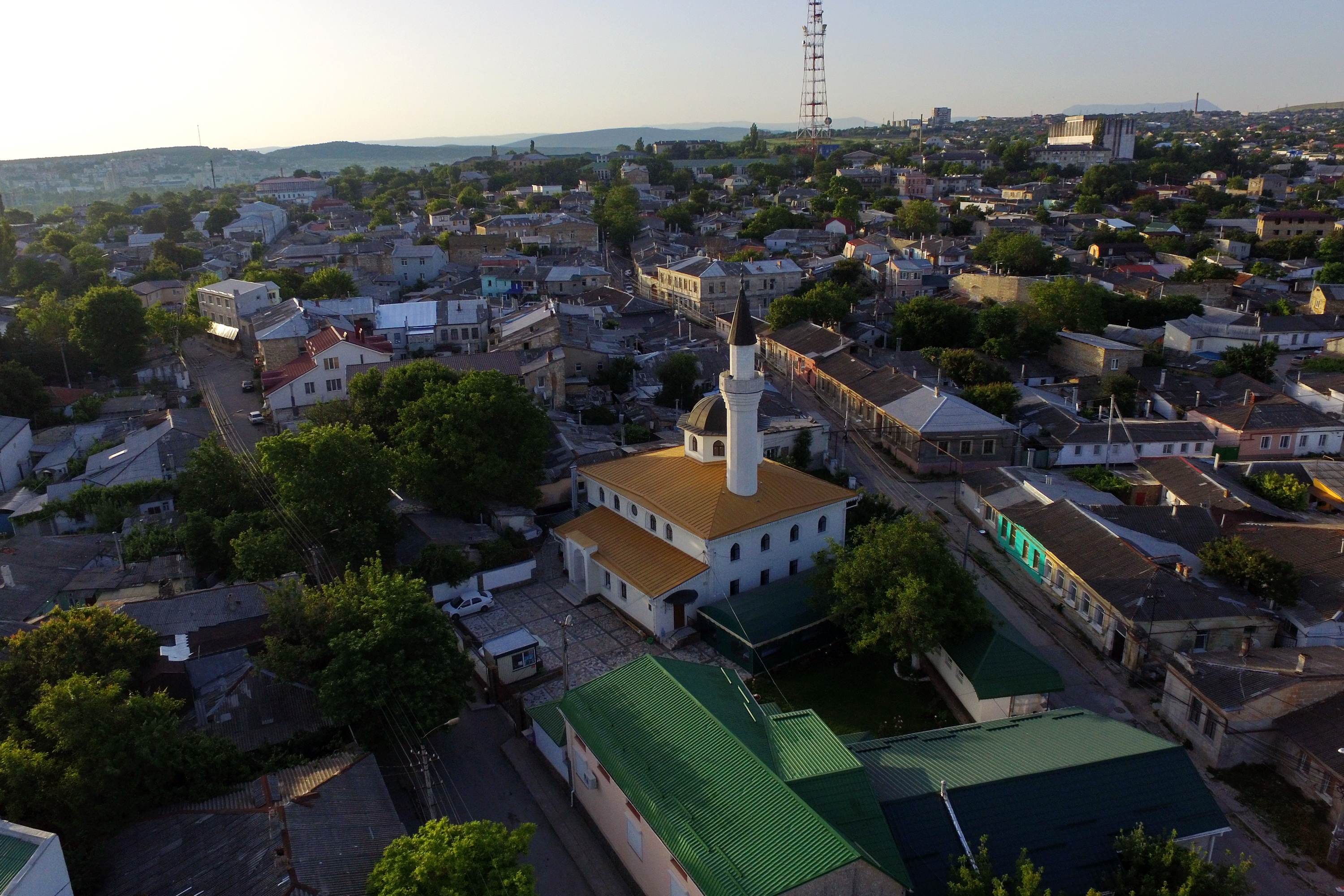